# Калинівка (Бахмутський район)
Кали́нівка (МФА: [kɐˈɫɪɲiu̯kɐ] ( прослухати); до 2016 року — Калініна) — селище Часовоярської міської громади Бахмутському районі Донецької області в Україні.

## Символіка

### Герб
"У щиті з вузькою червоною облямівкою, вилоподібно розтятому золотим, лазуровим і зеленим, поверх всього чорний диск, поверх якого золотий колос."
Зелений колір — колір надії, радості, достатку, розвиненого сільського господарства. Лазуровий колір— колір краси і величі, наявності на території громади водних об'єктів і (Канал Донбас — Сіверський Донець, ставки в селах Богданівка і Григорівка). Чорний колір — символ найродючіших земель.
Червоний колір — колір трудової слави громади.
Колос пшениці — сільськогосподарська спеціалізація ВАТ «Племзавод імені Калініна».
Дубове листя — наявність на землях громади природного заповідника — рідкодуб'я, байрачних лісів навколо населених пунктів.

### Прапор
Верхнє поле прапора громади зеленого кольору — символізує радість, надію, достаток, розвинене сільське господарство, наявність на території громади смуги байрачних лісів, пам'ятки природи — рідкодуб'я. Нижнє поле прапора синього кольору — значить схід України, над яким сходить золотисте сонце.